# Кюкель
Кюкель (азерб. Kükəl) — село в Агдашском районе Азербайджана.

## Этимология
Согласно народной этимологии, название происходит от имени собственного. Эксперты же считают, что название села происходит от тюркского «кюкял» (сорная трава, оттуда же — куколь).

## История
Село Кюкель в 1913 году согласно административно-территориальному делению Елизаветпольской губернии относилось к Хосровскому сельскому обществу Арешского уезда.
В 1926 году согласно административно-территориальному делению Азербайджанской ССР село относилось к дайре Гаджи-Алилы Геокчайского уезда.
После реформы административного деления и упразднения уездов в 1929 году был образован Кюкельский сельсовет в Агдашском районе Азербайджанской ССР.
Согласно административному делению 1961 и 1977 года село Кюкель входило в Кюкельский сельсовет Агдашского района Азербайджанской ССР.
В 1999 году в Азербайджане была проведена административная реформа и был учрежден Кюкельский муниципалитет Агдашского района.

## География
Через территорию села проходит Верхне-Ширванский канал, вблизи протекают река Турианчай и канал Гюшунарх.
Село находится в 13 км от райцентра Агдаш и в 229 км от Баку.
Село находится на высоте 75 метров над уровнем моря.

## Население
| Численность населения | Численность населения | Численность населения | Численность населения |
| 1886                  | 1981                  | 1985                  | 2009                  |
| --------------------- | --------------------- | --------------------- | --------------------- |
| 332                   | ↗919                  | ↗1100                 | ↗1225                 |

В 1883 году в селе проживало 332 человека, все азербайджанцы, по вероисповеданию — мусульмане-сунниты.
В советское время население было занято в хлопководстве, выращивании зерновых, шелководстве и животноводстве.

## Климат
Среднегодовая температура воздуха в селе составляет +15 °C. В селе семиаридный климат.

## Инфраструктура
В советское время близ села располагалась молочно-товарная ферма, в селе находились школа, клуб, библиотека, медицинский пункт, кинотеатр.
В селе расположены почтовое отделение и средняя школа имени Н. Ахмедова.